# Pierre Bouguer
Pierre Bouguer (n. 16 februarie 1698, Le Croisic, Pays de la Loire, Franța – d. 15 august 1758, Paris, Regatul Franței) a fost un matematician, geofizician, geodez și astronom francez.

## Biografie
A studiat la Colegiul Iezuiților din Vannes.
A fost profesor de hidrodinamică.
În 1730 a câștigat Premiul Academiei de Științe pentru o lucrare referitoare la proiectarea navală.

## Contribuții științifice
În 1735 a fost trimis în Peru, împreună cu alți savanți, unde timp de 7 ani au măsurat meridianele sudice și au confirmat prevederile lui Isaac Newton relativ la turtirea Pământului la poli.
În 1732 a studiat pentru prima dată Curbele de urmărire (Curbes de poursuite).
În 1748 a inventat heliometrul.

## Scrieri
- 1749: Théorie de navire, de sa construction et de ses mouvements
- 1753: Nouveau traité de navigation et de pilotage, reeditat de Lacaille în 1761 și de Lalande în 1792
- 1729: Essai optique sur la gradation de la lumière, reeditat de Lacaille în 1760 și prin care a pus bazele fotometriei, pe care a definitivat-o Lambert.

Biografia și activitatea științifică a lui Bouguer a fost publicată în Mémoires parisiennes, apărută în 1758.